# پل شاچرر
پل شاچرر (انگلیسی: Paul Schacherer؛ زادهٔ ۱۶ ژانویهٔ ۲۰۰۲) بازیکن فوتبال است.